# Кастелло-Каб'яльйо
Кастелло-Каб'яльйо (італ. Castello Cabiaglio) — муніципалітет в Італії, у регіоні Ломбардія,  провінція Варезе.
Кастелло-Каб'яльйо розташоване на відстані близько 540 км на північний захід від Рима, 60 км на північний захід від Мілана, 11 км на північний захід від Варезе.
Населення — 582 особи (2014).

## Демографія
Населення за роками:

Станом на 1 січня 2023 року в муніципалітеті офіційно проживали 42 іноземці з 14 країн, серед них 18 громадян країн Євросоюзу та 1 громадянин України.

## Сусідні муніципалітети
- Барассо
- Бринціо
- Комеріо
- Кувельйо
- Кувіо
- Лувінате
- Ранчіо-Валькувія
- Варезе